# Zaurolof
Zaurolof (Saurolophus, "jaszczurzy grzebień") – rodzaj dużego dinozaura kaczodziobego żyjącego w późnej kredzie, około 70 milionów lat temu, w Ameryce Północnej (dzisiejsza Kanada i Stany Zjednoczone) oraz Azji (Mongolia). Jeden z kilku rodzajów dinozaurów znanych z różnych kontynentów. Cechował się spiczastym grzebieniem sterczącym z góry i tyłu głowy. Zwierzę żywiło się roślinami, poruszało się na dwóch lub czterech kończynach.
Gatunek typowy, S. osborni, został opisany przez Barnuma Browna w 1912. Drugi pewny gatunek, S. angustirostris z Azji, opisał Anatolij Rożdiestwienski. Trzeci uznano za wątpliwy.

## Budowa

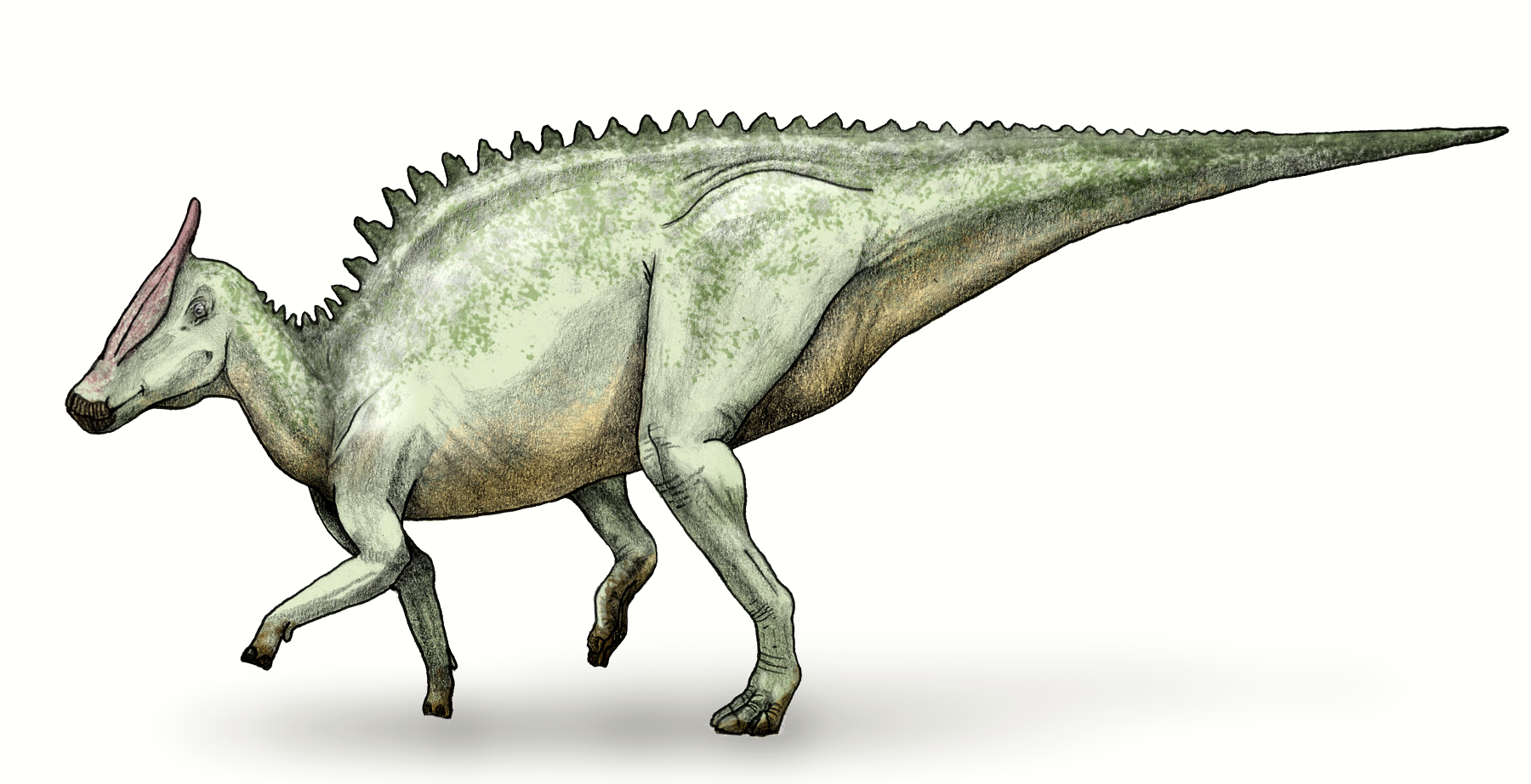
Rekonstrukcja

Znaleziony materiał obejmuje prawie kompletne szkielety, zapewniające badaczom jasny obraz anatomii kośćca zwierzęcia. S. osborni z Alberty, rzadszy z gatunków, mierzył około 9,8 metra długości. Sama czaszka osiągała metr. Masę ciała szacuje się na 2,1 tony. Mongolski S. angustirostris osiągał większe rozmiary, holotypowy szkielet mierzy 12 metrów długości. Odnotowywano jeszcze większe szczątki. U S. osborni udział kości nosowej w tworzeniu grzebienia nosowego był mniejszy niż u S. angustirostris, bardziej prostą kość przedszczękową w widoku bocznym, z lekko zakrzywioną ku górze ustną krawędzią, oraz brakiem pionowej bruzdy na kości przedusznej, nad nerwem trójdzielnym.
Za najbardziej charakterystyczną cechę zaurolofa uchodzi grzebień zdobiący jego czaszkę. Występuje on także u osobników młodocianych, choć jest mniejszy. Długi i przypominający kolec wystaje w górę i do tyłu, rozpoczynając się ponad oczami, zgina się pod kątem 45 stopni. Często opisywany jako mocno zbudowany, wydaje się taki tylko u koniuszka, wypełniały go komory powietrzne. Mogły one służyć respiracji lub termoregulacji.

## Klasyfikacja
Barnum Brown, opisawszy pierwsze znalezisko, umieścił je w stworzonej w tym celu nowej podrodzinie Saurolophinae w obrębie "Trachodontidae" (obecnie Hadrosauridae). Obejmowała ona wtedy także korytozaura i hipakrozaura, jedyne dobrze znane rodzaje z późniejszej Lambeosaurinae. Brown sądził, że zaurolof miał zwrócony ku kości kulszowej wyrostek kości biodrowej, jaki miały Lambeosaurinae. Wydaje się jednak, że pogląd ten opierał się na omyłkowo włączonej w szczątki zaurolofa kości kulszowej przedstawiciela Lambeosaurinae. Dodatkowo wspomniany autor doszedł do nieprawidłowych wniosków, jakoby zaurolofie i lambeozaurynowe grzebienie miały składać się z tych samych kości. Saurolophus jest przedstawicielem kladu określanego przez niektórych autorów jako Hadrosaurinae, a przez innych jako Saurolophinae. Analizy filogenetyczne sugerują, że jego najbliższymi krewnymi są prozaurolof i kerberozaur. Saurolophus ma charakterystyczne dla Hadrosaurinae/Saurolophinae miednicę i grzebień o solidnej budowie.

### Etymologia
Saurolophus: gr. σαυρος sauros „jaszczurka”; λοφος lophos „grzebień, czub”.

## Odkrycie i historia

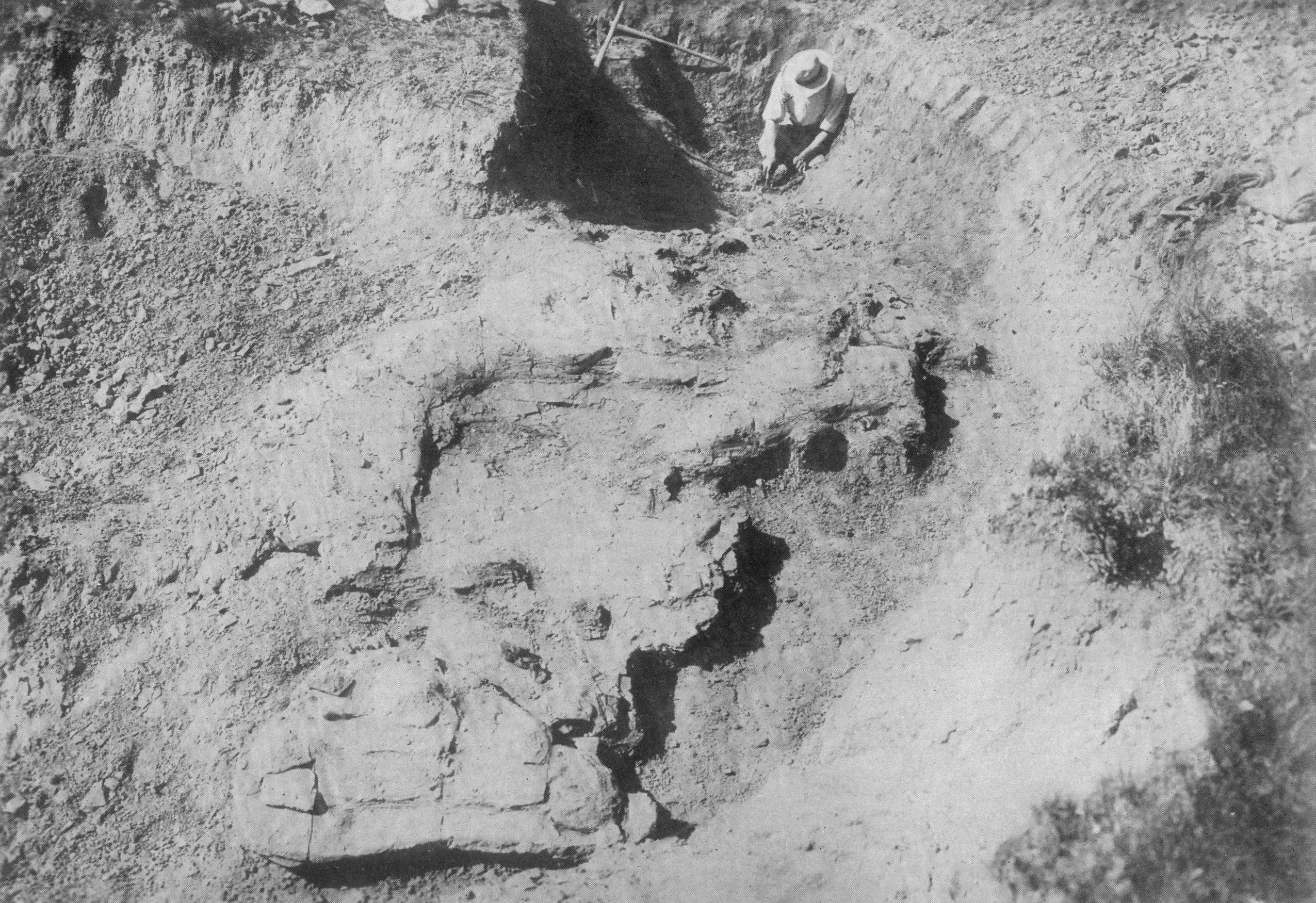
Fotografia przedstawiająca wydobycie w 1911

Barnum Brown odnalazł pierwsze opisane pozostałości zaurolofa w 1911. Składały się na nie niemal kompletny szkielet klasyfikowany jako AMNH 5220 i wchodzący w skład zbiorów Amerykańskiego Muzeum Historii Naturalnej. Był to pierwszy prawie kompletny szkielet dinozaura z Kanady. Znaleziono go pośród skał powstałych we wczesnym mastrychcie (kreda górna), tworzących formację geologiczną Horseshoe Canyon (wtedy określaną jako formacja Edmonton) w okolicy Tolman Ferry nad rzeką Red Deer w Albercie. Brown opisał te znaleziska, umieszczając je w osobnej podrodzinie. Saurolophus stanowił ważny punkt odniesienia dla naukowców badających dinozaury kaczodziobe. Widać to w niektórych nazwach rodzajowych, jak prozaurolof (Prosaurolophus, czyli "przed zaurolofem", "poprzednik zaurolofa") i parazaurolof (Parasaurolophus, "obok zaurolofa"). Prócz tego odkryto i opisano niewiele materiału z tamtych terenów. Skamieniałości przypisywane zaurolofowi odnaleziono też w osadach formacji Moreno w Kalifornii; Bell i Evans (2010) uznali te szczątki za zbyt niekompletne, by przypisać je któremukolwiek taksonowi wewnątrz Hadrosaurinae, natomiast Prieto-Márquez i Wagner (2013) potwierdzili przynależność kalifornijskiego hadrozaura do rodzaju Saurolophus, klasyfikując go jako nowy gatunek w obrębie tego rodzaju – S. morrisi. Jednak w późniejszej publikacji Prieto-Márquez i współpracownicy (2015) przenieśli S. morrisi do odrębnego rodzaju Augustynolophus

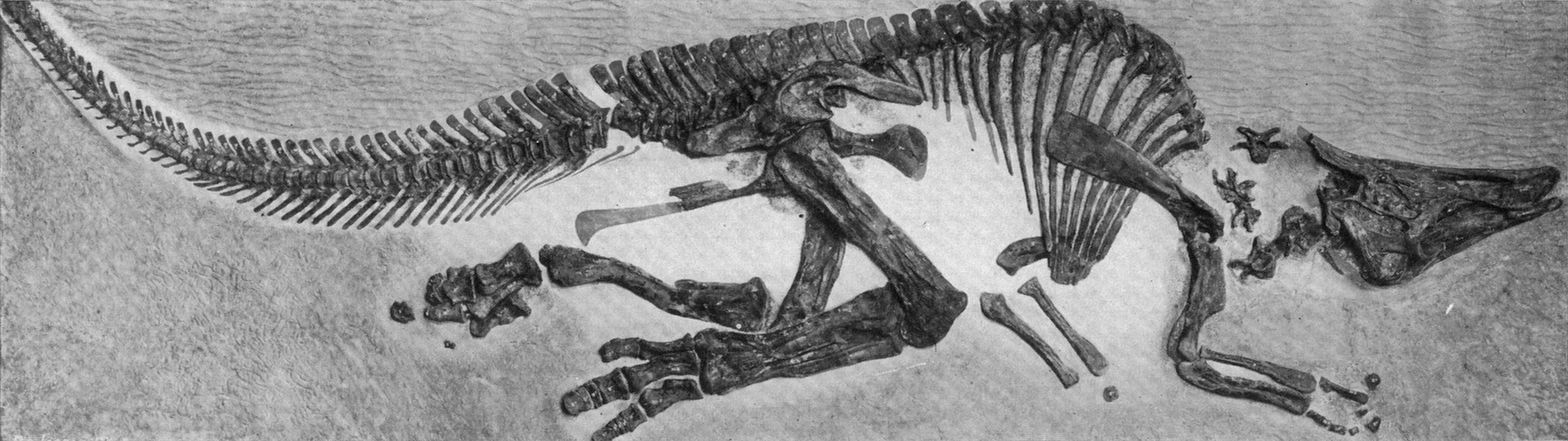
Holotyp zaurolofa, fotografia z 1913

Zamiast tego obfitszych szczątków i danych dostarczyła Azja. Początkowe pozostałości wydawały się nie obiecywać wiele. Zaliczała się tu fragmentaryczna kość kulszowa z Heilongjiang w Chińskiej Republice Ludowej, ochrzczona przez Riabinina jako S. kryschtofovici. Niedługo później wydobyto jednak o wiele bardziej wartościowe szczątki. Odnalazła je w Mongolii w pochodzących z wczesnego mastrychtu skałach formacji Nemegt polsko-mongolska ekspedycja paleontologiczna, działająca w latach 1947-49. Anatolij Rożdiestwienski nadał znalezisku nazwę S. angustirostris. Odkryto także i inne szkielety osobników tego gatunku w różnych stadiach wzrostu i pozostałości S. angustirostris należą do najobfitszych wśród azjatyckich kaczodziobych.

### Gatunki

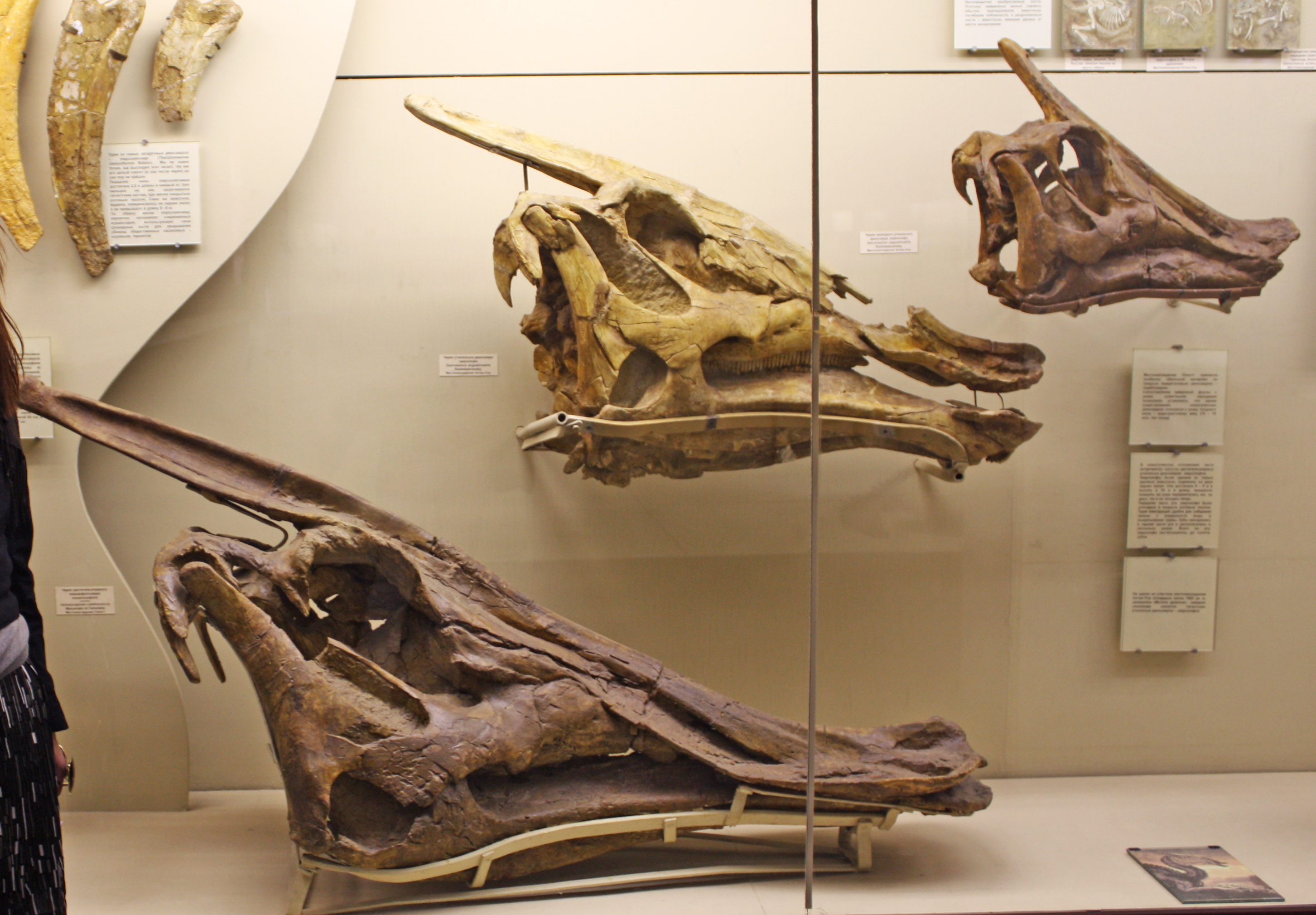
Czaszki zaurolofów, instytut paleontologiczny Rosyjskiej Akademii Nauk

Obecnie za pewne uznaje się dwa gatunki: typowy S. osborni i S. angustirostris. S. osborni Brown, 1912 znany jest ze szkieletu z czaszką, dwóch innych kompletnych czaszek oraz ich fragmentów. S. angustirostris Rozhdestvensky, 1952 reprezentuje natomiast co najmniej 15 znalezisk. S. kryschtofovici Riabinin, 1930 nie uznaje się już za pewny gatunek, a za nomen dubium lub też za synonim S. angustirostris (mimo iż został nazwany wcześniej). W 2012 roku Phil Bell zaproponował, że S. osborni i S. angustirostris są odróżnialne – oprócz danych osteologicznych – na podstawie kształtu i ułożenia łusek. Jest to pierwszy przypadek, gdzie do odróżnienia dwóch taksonów dinozaurów wykorzystane zostały pozostałości tkanek miękkich.
Biogeografia rodzaju pozostaje niejasna, mimo iż dwa z trzech gatunków tego rodzaju pochodzą z Ameryki Północnej – nie wiadomo, który z gatunków można uznać za prymitywniejszy i gdzie rodzaj wyewoluował.

## Paleoekologia
Oprócz S. osborni w formacji Horseshoe Canyon znaleziono pokrewnego zaurolofowi edmontozaura, hipakrozaura o wydrążonym grzebieniu, hipsylofodonta parksozaura, pancerne euoplocefala z rodziny ankylozaurów i edmontonię z rodziny nodozaurów, ceratopsy montanoceratopsa, anchiceratopsa, Arrhinoceratops i pachyrinozaura, pachycefalozaura stegocerasa, ornitomimozaury ornitomima i strutiomima, różnorodne mało znane teropody, w tym troodonty i dromeozaury, a także tyranozaury albertozaura i daspletozaura. Faunę dinozaurów tej formacji określa się czasami angielskim terminem Edmontonian – odnoszącym się przeważnie do okresu dużej liczebności lądowych ssaków – różnią się bowiem od znajdywanych w formacjach leżących ponad i poniżej. W formacji Horseshoe Canyon zaznacza się istotny wpływ morza wywierany przez Morze Środkowego Zachodu, wielki płytki zbiornik śródlądowy rozpościerający się w centralnej Ameryce Północnej przez większą część kredy S. osborni mógł preferować tereny położone głębiej na lądzie.
S. angustirostris był jednym z największych roślinożerców formacji Nemegt. Nie znaleziono w niej dużych ceratopsów, ale obejmowała za to zauropody i bardziej zróżnicowaną faunę teropodów. Wymieniony gatunek koegzystował tu z rzadkim hadrozaurem barsboldią, płaskogłowym pachycefalozaurem homalocefalem i jego kopulastogłowym krewnym prenocefalem, dużym ankylozaurydem tarchią, rzadkimi tytanozaurami nemegtozaurem i opistocelikaudią, alwarezaurem mononykiem, trzema różnymi troodontami (w tym zanabazarem), kilkoma owiraptorozaurami (jak Rinchenia czy Nomingia), ornitomimozaurami gallimimem i deinocheirem, terizinozauroidem terizinozaurem, celurozaurem bagaraatanem i tyranozaurydem tarbozaurem. W przeciwieństwie do innych mongolskich formacji, jak dobrze poznana formacja Dżadochta z welociraptorem i protoceratopsem, Nemegt uważa się za powstałą w terenach dobrze nawodnionych, podobnie jak formacja Dinosaur Park w Albercie.

## Paleobiologia

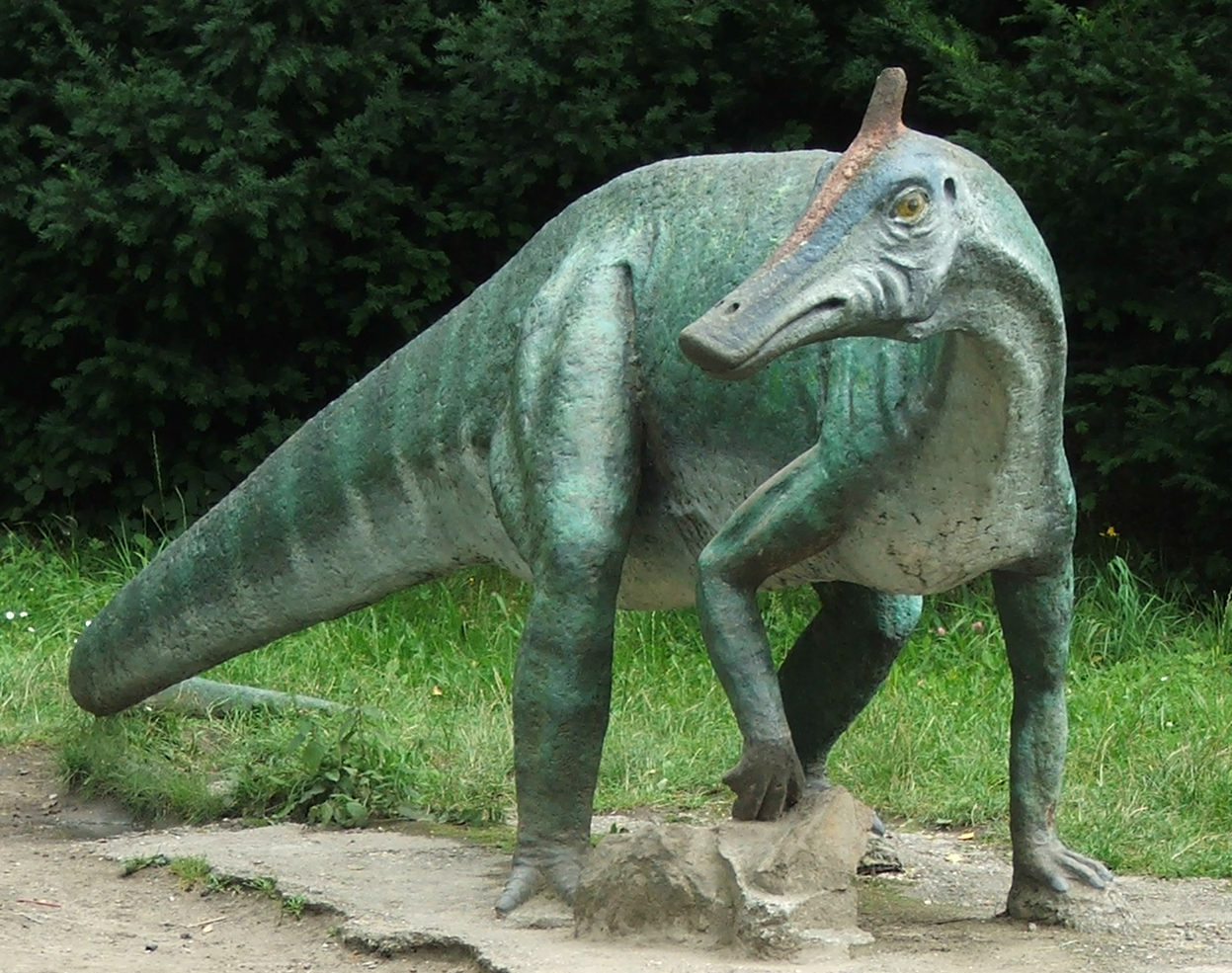
Model w Śląskim Ogrodzie Zoologicznym w Chorzowie

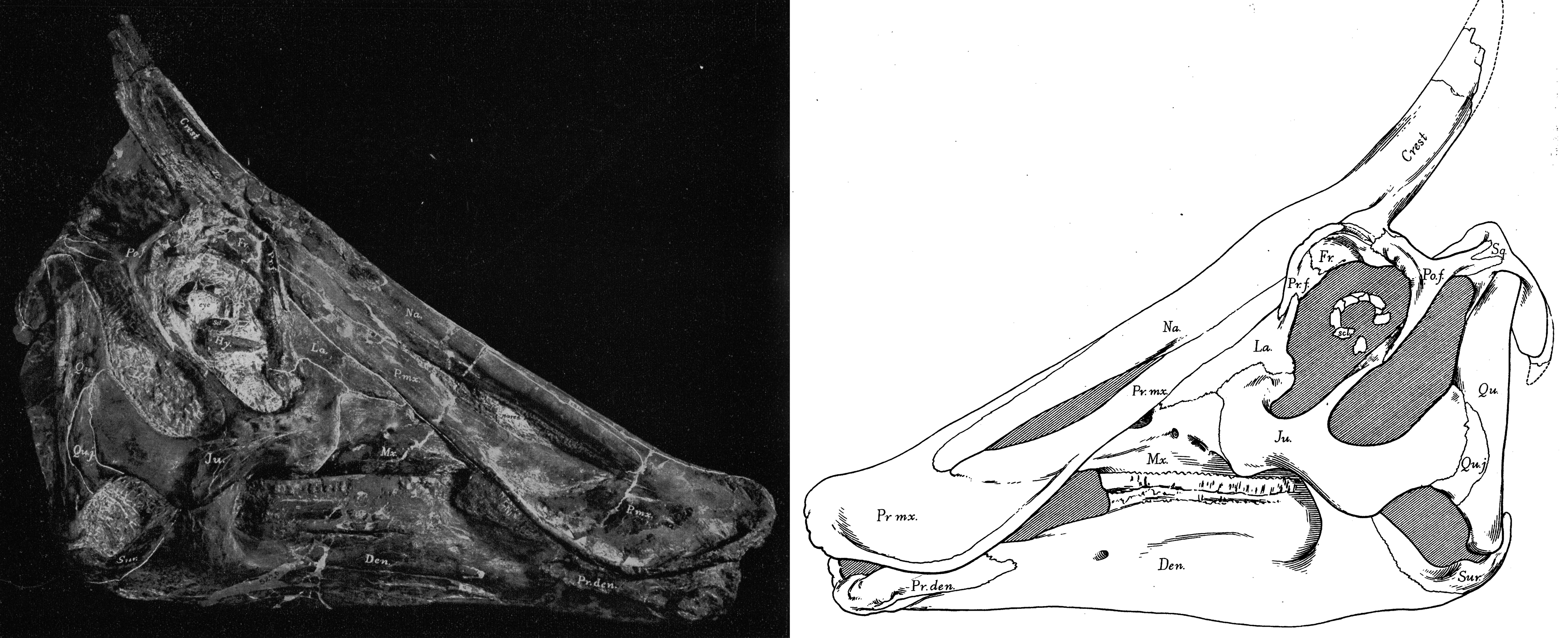
Czaszka S. osborni

Jako inne dinozaury kaczodziobe, zaurolof był poruszającym się na dwóch lub czterech łapach zwierzęciem o urozmaiconej diecie roślinnej. Budowa jego czaszki pozwalała na miażdżące pokarm ruchy przypominające żucie. Tworzące baterie zęby były stale zastępowane. Jama ustna zawierała ich setki, a tylko nielicznych z nich ornitopod kiedykolwiek używał. Roślinny pokarm był zrywany szerokim dziobem, a następnie trafiał do mięsistych struktur przypominających policzki. Dinozaur pasł się na wysokości od poziomu gruntu do 4 metrów. Pospolity S. angustirostris był prawdopodobnie ważnym dużym roślinożercą ekosystemu formacji Nemegt, natomiast S. osborni stanowił rzadkość w formacji Horseshoe Canyon, gdzie konkurowały z nim inne kaczodziobe: edmontozaur i hipakrozaur.

### Grzebień
Charakterystyczny przypominający kolec grzebień zaurolofa przywodził na myśl różne interpretacje, mógł spełniać różnorodne funkcje. Brown porównał go do grzebienia kameleona. Zasugerował, że mógł on stanowić miejsce przyczepu mięśni i niezachowanej kryzy z tyłu głowy, podobny twór spotyka się u bazyliszka. Po zbadaniu podobnych cech występujących u innych kaczodziobych Peter Dodson doszedł do wniosku, że miały one znaczenie w identyfikacji płciowej. Maryańska i Osmólska, zauważając wydrążoną podstawę, wysunęły hipotezę, że grzebień zwiększał powierzchnię jamy nosowej, pomagając w termoregulacji. James Hopson uznał, że jego funkcją było przekazywanie sygnałów wzrokowych. Idąc dalej stwierdził możliwość istnienia wypełniających się powietrzem płatów skórnych nad nozdrzami działających jako rezonatory i dodatkowy bodziec wzrokowy. Pomysł ten podjęli autorzy tekstów popularnonaukowych na temat dinozaurów, jak David B. Norman, który dokładnie przedyskutował problem i zrekonstruował działanie takiej adaptacji.

## Filatelistyka
Poczta Polska wyemitowała 24 marca 2000 r. znaczek pocztowy przedstawiający zaurolofa w serii Zwierzęta prehistoryczne - dinozaury o nominale 0,7 złotego. Autorem projektu znaczka był Jacek Brodowski. Znaczek wydrukowano techniką offsetową, na papierze fluorescencyjnym, w nakładzie 2 400 000 szt.. Zwierzę zostało na znaczku opisane jako Saurolophus.